# 库朗热府邸

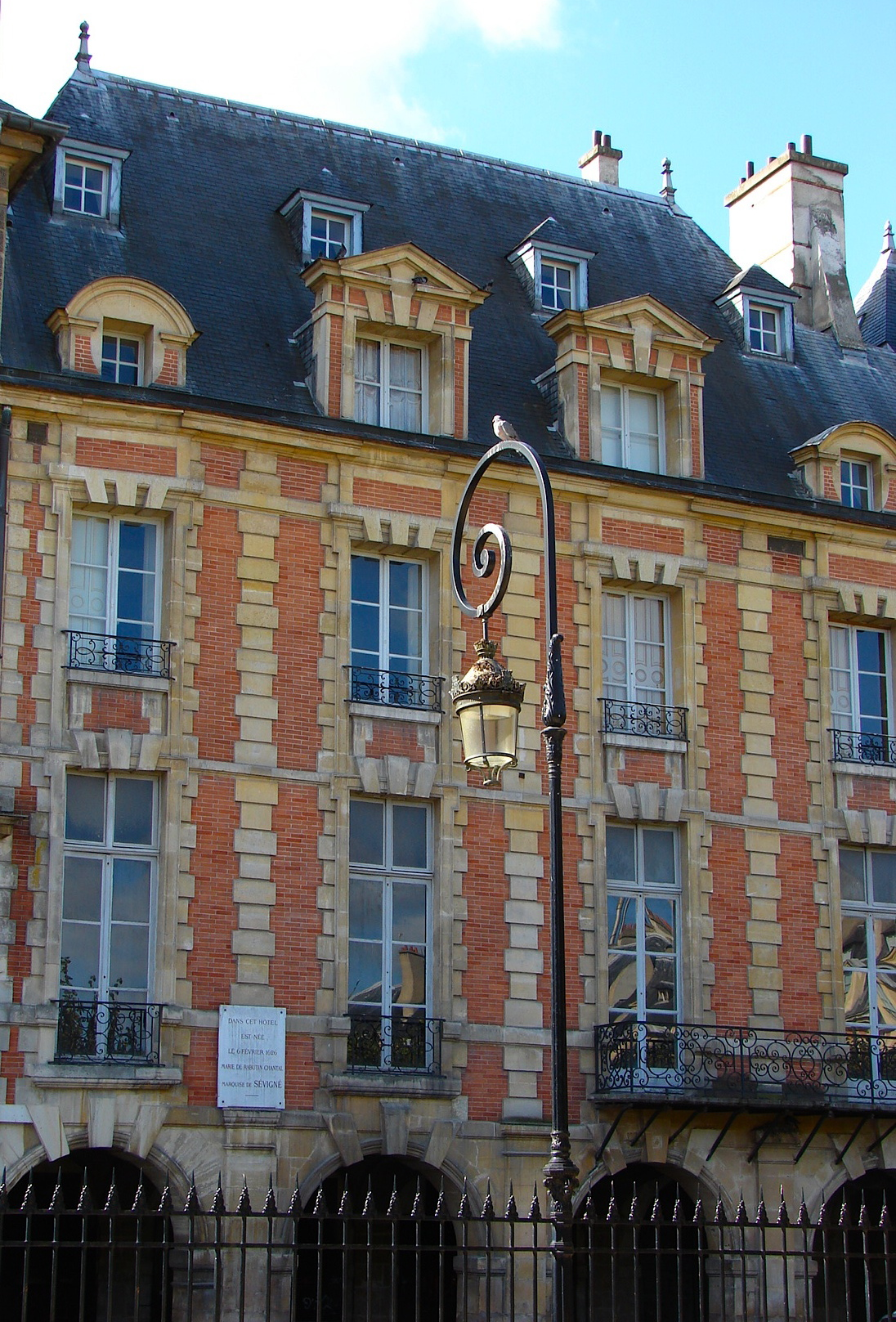

库朗热府邸（hôtel des Coulanges）是一座17世纪法式府邸，位于巴黎第四区的孚日广场1b号、比拉格街（rue de Birague）11b号，与国王阁（孚日广场1号）毗邻。该建筑建于1607年，是塞维涅夫人的出生地。

## 历史

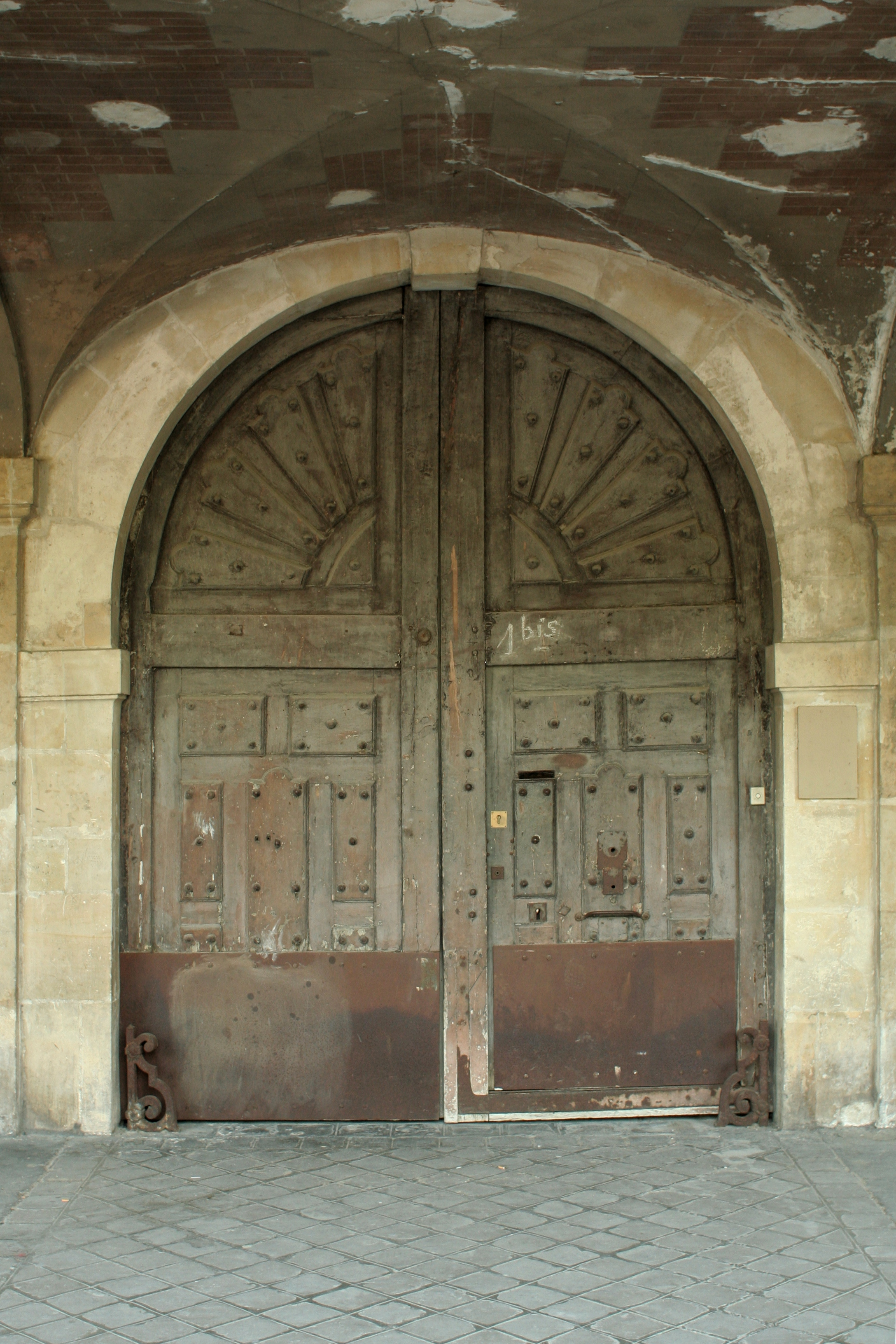

这座建筑建于1607年，业主菲利普一世·库朗热，是塞维涅夫人的祖父。1626年，她出生在府邸尽头的一个闺房里。他的父母占据了整个二楼。她一直住在那里直到11岁，直到1637年被家人卖掉。此后她住在弗兰克斯·布尔乔瓦路35-37号的库朗热府邸（hôtel de Coulanges），直到结婚。
从1871年到1914年，后印象派画家乔治·迪弗勒努瓦（Georges Dufrénoy）住在那里，后来搬到23号巴索姆皮埃勒府邸（Hôtel de Bassompierre）。
1910-1912年，当代舞舞蹈家伊莎多拉·邓肯与勝家衣車公司创始人艾萨克·辛格的儿子在此同居，这对情侣把客厅变成有着巨大楼梯的舞厅，成为了伊莎多拉创作创新舞蹈的舞台。
1926年，立面和屋顶列为法国历史遗迹，此后陆续列入的包括楼梯（1953年）、拱廊和前门（1954年）以及二楼的天花板（1967年） 。